# Tragedia de Nazino
Se denomina como Tragedia de Názino a la deportación en masa de 6 700 a 6 800 personas, de las cuales murieron 4.000 en la isla de Názino (del ruso: остров Назино) en la Unión Soviética en 1933. Esta pequeña y apartada isla de Siberia occidental está situada a unos 800 km al norte de Tomsk, en el raión Aleksándrovski del óblast de Tomsk cerca de la confluencia entre los ríos Ob y Názina.
Es conocida como "Isla de la muerte" (en ruso: Остров Смерти, Óstrov Smerti) o "Isla de los caníbales" porque cerca de 4.000 de los 6.144 "colonos especiales" soviéticos deportados a la isla fallecieron allí durante el verano de 1933, tras ser abandonados con tan solo un poco de harina para alimentarse, escasas herramientas y unas pocas prendas o cobijo.
Un informe de los hechos fue enviado a Iósif Stalin por Vasili Arsénievich Velichko. Dicho informe fue distribuido por Lazar Kaganóvich a miembros del Politburo, y preservado en los archivos estatales de Novosibirsk. Se dice que los detalles dejaron al mismo Stalin visible y profundamente perturbado. En él, se afirma que 6.114 "elementos obsoletos" (también conocidos como "elementos desclasados y socialmente dañinos") llegaron a la isla a finales de mayo de 1933. Habían sido transportados desde Moscú y Leningrado, primero por tren hasta Tomsk, y posteriormente en barcaza de río hasta Názino, trayecto este último en el cual fallecieron al menos 27 personas. La isla no contaba con refugio, nevó la primera noche, y durante cuatro días no se distribuyó ninguna clase de comida. 295 personas fueron enterradas el primer día.
En septiembre de 1933 el Comité Regional del Partido Comunista de Siberia Occidental crea una comisión especial para verificar los reportes de Velichko lo cual confirma eventualmente los mismos, las conclusiones de este reporte son publicadas en 2002 por la Sociedad Memorial.

## El plan
En febrero de 1933 Guénrij Yagoda, jefe de la OGPU o policía secreta, y Matvéi Berman, jefe de la GULAG, propusieron un autodenominado "plan grandioso" a Stalin con el fin de reubicar hasta a 2.000.000 de personas en Siberia y Kazajistán en "asentamientos especiales". Los deportados o colonos debían convertir cerca de un millón de hectáreas de terreno virgen en productivo, y convertirse en autosuficientes en dos años. Este plan estaba basado en la experiencia de la deportación de 2.000.000 de kuláks y otros trabajadores agrícolas a las mismas áreas los tres años anteriores. Los recursos disponibles para apoyar el plan fueron severamente limitados por la hambruna en la Unión Soviética de 1932–1933, provocada por la introducción de granjas colectivas y la deskulakización. El plan original tenía como objetivo a diversos tipos de kuláks, campesinos, "elementos urbanos", habitantes de las fronteras occidentales de la URSS y delincuentes comunes. Para comienzos de la primavera de 1933 el número de deportados previsto se había reducido a 1.000.000. Stalin rechazó el plan en mayo de 1933, fecha aproximada de la llegada de los deportados a la isla de Názino.
Muchos de los deportados eran habitantes de Moscú y Leningrado que no habían podido obtener un pasaporte interno. La campaña de pasaportización comenzó con la decisión del Politburó el 27 de diciembre de 1932 de emitir pasaportes internos a todos los residentes de las grandes ciudades. Uno de sus objetivos era "limpiar Moscú, Leningrado y otros grandes centros urbanos de la URSS de elementos superfluos no conectados con el trabajo productivo o administrativo, así como de kulaks, criminales y otros elementos antisociales y socialmente peligrosos."
"Elementos desclasados y socialmente dañinos", esto es, antiguos mercaderes y comerciantes, campesinos que habían huido de la hambruna en el campo, delincuentes comunes o cualquiera que no encajase en la idealizada estructura de clases comunista, no conseguían pasaporte, pudiendo ser arrestados y deportados de las ciudades tras un procedimiento administrativo sumario en el que no se hallaban presentes. La mayoría de los arrestados eran deportados en dos días. Entre marzo y julio de 1933, 85.937 habitantes de Moscú y 4.776 de Leningrado fueron arrestados y deportados por carecer de pasaporte. Aquellos detenidos en conexión con la limpieza de Moscú anteriormente al 1 de mayo de 1933 (Día Internacional de los Trabajadores) fueron deportados al campo de tránsito de Tomsk, siendo muchos enviados posteriormente a la isla de Názino.
El informe de Velichko aportaba 22 casos de deportación:

Es difícil estimar cuantos, incluso quienes (fallecieron), debido a que los documentos declarados habían sido confiscados en el momento del arresto, o por órganos policiales en los centros de detención, o eran usados en el tren por criminales para fumar. Sin embargo, algunos portaban documentación: tarjetas de pertenencia y de candidatura al partido, tarjetas de la Komsomol, pasaportes, certificados de las factorías, pases de factoría, etc ...
1. Novozhílov, Vl., de Moscú. Fábrica Kompréssor. Conductor. Premiado en tres ocasiones. Esposa e hijo en Moscú. Tras el trabajo se preparaba para ir al cine junto a su esposa. Mientras ella se vestía, salió a comprar tabaco y fue arrestado.
2. Gúseva, una anciana. Vivía en Múrom. Su marido es un viejo comunista, oficial jefe de la estación de trenes de Múrom, en la que ha trabajado durante veintitrés años. Su hijo también trabaja allí como aprendiz de maquinista. Gúseva vino a Moscú para comprar un traje a su marido y algo de pan blanco. Sus documentos no la ayudaron...

## Transporte
Según el plan de Yagoda y Berman, los deportados pasarían por los campos de tránsito en Tomsk, Omsk y Achinsk. El mayor de ellos se encontraba en Tomsk, el cual había sido reconstruido, y comenzó albergando a 15.000 deportados en abril. Otros 25.000 llegaron ese mismo mes, a pesar de que no estaba previsto finalizar la construcción del campo hasta el 1 de mayo. El transporte por río a los campos de trabajo definitivos se detuvo hasta principios de mayo, esperando al deshielo de los ríos Ob y Tom. La mayoría de los primeros deportados en llegar eran kuláks y otros trabajadores agrícolas, así como habitantes de las ciudades más septentrionales de Rusia. El desembarco de tantos alarmó a las autoridades de Tomsk, que los veían "hambrientos y contagiosos."
Un convoy con desclasados partió de Moscú el 30 de abril, mientras que otro similar lo hizo desde Leningrado el 29 de ese mismo mes, llegando ambos el 10 de mayo. La ración de comida diaria durante el trayecto consistía en 300 gramos de pan por persona, lo cual provocó que los criminales que se hallaban entre los deportados golpearan a otros deportados para robarles su comida y ropa. Las autoridades de Tomsk no estaban familiarizadas con estos desclasados urbanos y, dado que esperaban que fuesen problemáticos, decidieron enviarlos a los campos de trabajo más aislados. Dos noches después de su llegada a Tomsk los deportados provocaron disturbios para pedir agua, los cuales fueron disueltos por tropas montadas.
Cuatro barcazas, diseñadas para transportar madera, partieron el 14 de mayo con unas 5.000 personas a bordo. Un tercio de esos deportados eran criminales que partieron para "descongestionar las prisiones", mientras que la mitad eran desclasados de Moscú y Leningrado. Las autoridades de la comandadura de Aleksandro-Vajóvskaya , quienes estarían a cargo de los campos de trabajo, fueron informadas de que recibirían a estos prisioneros el 5 de mayo. Estas autoridades nunca habían trabajado con deportados de origen urbano y no tenían comida, herramientas o suministros con los que mantenerlos.
Los deportados fueron mantenidos bajo las cubiertas de las barcazas y, aparentemente, alimentados con una ración diaria de 200 gramos de pan por persona. veinte toneladas de harina - unos cuatro kilogramos por persona - fueron también transportados, pero las barcazas no llevaban ningún otro alimento, utensilio de cocina o herramienta. Todo el personal supervisor, dos comandantes y cincuenta guardas, eran reclutas novatos. Los guardias no tenían zapatos ni uniformes.

## Vida y muerte en la isla de Názino
Las barcazas descargaron a sus pasajeros durante el mediodía del 18 de mayo en Názino, una isla pantanosa de unos 3 km de largo y 600 metros de ancho. No había una lista con los deportados que desembarcarían, pero a su llegada se contabilizaron 322 mujeres y 4.556 hombres, más 27 cuerpos de aquellos que murieron durante el trayecto desde Tomsk. Más de un tercio de los deportados estaba demasiado débil para permanecer de pie a su llegada. Unos 1.200 deportados adicionales llegaron el 27 de mayo.
Una vez las veinte toneladas de harina fueron depositadas en la isla y comenzó su reparto, se desencadenó una pelea en la que los guardias dispararon a los deportados. La harina se trasladó a la costa opuesta, intentándose un nuevo reparto a la mañana siguiente que resultó en una nueva pelea y más disparos. Tras esto, toda la harina se distribuyó a través de "brigadieres" que la recogían para su brigada de unas 150 personas. Los brigadieres eran con frecuencia delincuentes que abusaban de su posición. No había hornos para hacer pan, por lo que los deportados comían harina mezclada con agua del río, lo cual provocaba disentería. Algunos deportados fabricaron balsas primitivas para intentar huir, pero la mayoría de ellas se hundieron y cientos de cadáveres aparecieron en la costa de la isla. Los guardas cazaron y mataron otros fugitivos. Debido a la falta de transporte al resto del país, excepto Tomsk, y la dureza de la vida en la Taiga, el resto de fugitivos fueron dados por muertos.
El 21 de mayo los tres oficiales sanitarios contabilizaron 70 nuevas muertes, observando pruebas de canibalismo en cinco casos. Durante el mes siguiente unas 50 personas fueron arrestadas por canibalismo. A principios de junio, 2.856 deportados fueron trasladados a asentamientos más pequeños río arriba, dejando a tan solo 157 que no podían ser desplazados por motivos de salud. Varios cientos de los transferidos murieron durante el traslado; entre 1,500 y 2,000 habían muerto en la isla y otros 2,000 de fugitivos habían desaparecido (se presume que todos o casi todos los desaparecidos murieron aunque es posible, pero improbable, que unos cuantos hayan logrado escapar con vida). Aquellos que sobrevivieron al traslado se encontraron con escasas herramientas y comida en sus nuevos asentamientos, surgiendo un brote de tifus. Muchos deportados se negaron a trabajar en los nuevos campamentos.
A principios de julio las autoridades construyeron nuevos asentamientos usando mano de obra no deportada, siendo ocupados por unos 4,200 nuevos deportados llegados desde Tomsk, mientras que de los ya residentes, tan solo 250 de ellos fueron trasladados allí. Según la carta de Velichko a Stalin, a 20 de agosto solo sobrevivían 2.200 de los 6.700 deportados que calculaba habían llegado desde Tomsk. La carta de Velichko resultó en una comisión para estudiar el caso. En octubre la comisión estimaba que, de 2,000 supervivientes, la mitad se encontraban enfermos o en cama, y solo entre 200 y 300 estaban en condiciones de trabajar.
Los cadáveres fueron abandonados donde cayeron pero unos cuantos fueron enterrados en tumbas no marcadas en la isla.

## Investigación
Se supone que en este caso, la tragedia "no fue causada de manera deliberada sino por ineptitud en la planeación y ejecución de este plan".
Las autoridades finalmente regresaron a principios de junio y el asentamiento de Nazino fue disuelto, aunque muchos de sus habitantes seguían enfermos y heridos a causa de las secuelas de la tragedia y cientos siguieron muriendo después de que haber sido evacuados.
Un reporte de la tragedia fue redactado por Velichko aunque los funcionarios locales involucrados en la tragedia trataron sin éxito de disputar los detalles de la misma para reducir su culpabilidad. De cualquier forma, el reporte fue enviado directamente a Stalin y distribuido Lázar Kaganóvich a todos los miembros del Politburo. Cuando los miembros del Politburo oyeron los detalles de la tragedia se encontraron estupefactos y Stalin se puso visiblemente afectado y perturbado, algo raro en él. El reporte fue depositado en los archivos estatales en Novosibirsk.
Stalin nombró a una comisión especial para viajar a Tomsk y verificar los hallazgos reportados por Velichko lo cual sucedió. Como resultado de esta investigación, varios funcionarios soviéticos del OGPU recibieron reprimendas oficiales o condenas de cárcel. Adicionalmente, la tragedia convenció al liderazgo soviético de que colonias penales autosuficientes no funcionarían, tras lo cual abandonaron el concepto; aunque se ha argumentado que la decisión de abandonar estos métodos no fue grandemente influenciada por la tragedia de Názino, lo cierto es que, sea cual sea la realidad, el liderazgo soviético abandonó este sistema poco después de la tragedia.

## Redescubrimiento
En 1988, en tiempos de la glásnost en la Unión Soviética, los detalles acerca de la tragedia de Názino salieron a la luz pública a través de los esfuerzos del grupo Memorial.
En 1989, un testigo recordaba para Memorial:

Trataban de escapar. Nos preguntaban "¿Donde está la vía del tren?" Nunca habíamos visto una. Nos preguntaban "¿Donde está Moscú? ¿Leningrado?" Preguntaban a las personas equivocadas: nunca habíamos oído esos lugares. Somos ostiacos. La gente huía hambrienta. Les habían dado un puñado de harina. La mezclaban con agua y la bebían e inmediatamente sufrían diarrea. ¡Las cosas que vimos! La gente moría por todas partes; se mataban unos a otros... En la isla había un guardia llamado Kostia Vénikov, un chico joven. Cortejaba a una bonita chica a la que habían enviado allí. La protegía. Un día tenía que ausentarse un rato, y le pidió a uno de sus camaradas, "Cuida de ella", pero con toda aquella gente el camarada no pudo hacer mucho... La apresaron, la ataron a un álamo, cortaron sus pechos, sus músculos, todo lo que podían comer, todo, todo... estaban hambrientos, tenían que comer. Cuando Kostia regresó, aún vivía. Trató de salvarla, pero había perdido mucha sangre.

El historiador francés Nicolas Werth, quien anteriormente había coescrito El libro negro del comunismo, publicó La Isla de los caníbales sobre la tragedia en 2006.